# Scott Podsednik
Scott Eric Podsednik, né le 18 mars 1976 à West (Texas) aux États-Unis, est un joueur américain de baseball évoluant en Ligue majeure de baseball avec les Red Sox de Boston.
Il compte une sélection au match des étoiles (2005) et un titre en Série mondiale (2005) avec les White Sox de Chicago. Avec le Brewers de Milwaukee, il remporte en 2004 le championnat des vols de buts dans le baseball majeur.

## Carrière
Scott Podsednik est drafté dès la fin de ses études secondaires, en juin 1994, par les Rangers du Texas au troisième tour de sélection (85e choix).
Il est transféré chez les Marlins de la Floride le 8 octobre 1995 puis revient au sein de l'organisation des Rangers de 1998 à 2000. Devenu agent libre à la fin de la saison 2000, il s'engage avec les Mariners de Seattle où il fait ses débuts en Ligue majeure le 6 juin 2001.
Podsenik passe chez les Brewers de Milwaukee le 11 octobre 2002 avant d'être échangé aux White Sox de Chicago le 13 décembre 2004. Podsednik réussit 70 vols de buts en 2004 pour remporter le championnat des voleurs de buts dans le baseball majeur.
Libéré de son contrat chez les White Sox à la fin de la saison 2007, il s'engage pour la saison 2008 avec les Rockies du Colorado puis revient chez les White Sox au début de l'année 2009.
Il rejoint les Royals le 8 janvier 2010. Le 28 juillet, les Royals l'échangent aux Dodgers de Los Angeles en retour du receveur Lucas May et du lanceur des ligues mineures Elisaul Pimentel. Podsednik termine la saison à Los Angeles mais les deux parties ne s'entendent pas sur un retour avec le club pour 2011, faisant du voltigeur un agent libre.
Le 16 février 2011, il signe un contrat des ligues mineures avec les Blue Jays de Toronto. Il ne joue cependant que 34 parties de ligue mineure pour des clubs-école des Blue Jays et des Phillies de Philadelphie, une fracture au pied le tenant à l'écart du jeu. Le 12 mai 2012, les Phillies cèdent aux Red Sox de Boston le contrat du vétéran.
Podsednik ne joue que dans 19 parties des Red Sox en 2012 mais frappe 24 coups sûrs en 62 présences au bâton pour une moyenne de ,387.
Le 31 juillet 2012, les Red Sox échangent Scott Podsednik et le releveur droitier Matt Albers aux Diamondbacks de l'Arizona en retour du lanceur de relève gaucher Craig Breslow. Les Diamondbacks le cèdent immédiatement aux ligues mineures mais Podsednik refuse et est par conséquent libéré par Arizona. Le 10 août, il signe un nouveau contrat avec Boston.